# Nieskórz
Nieskórz (prononciation : [ˈɲeskuʂ]) est un village polonais de la gmina d'Ostrów Mazowiecka dans le powiat d'Ostrów Mazowiecka de la voïvodie de Mazovie dans le centre-est de la Pologne.
Il se situe à environ 10 kilomètres à l'est d'Ostrów Mazowiecka (siège du powiat) et à 93 kilomètres au nord-est de Varsovie (capitale de la Pologne).
Le village compte approximativement une population de 550 habitants en 2006.

## Histoire
De 1975 à 1998, le village appartenait administrativement à la Powiat d'Ostrów dans la voïvodie d'Ostrołęka.